# Жауме Феррер
Жауме Феррер (кат. Jaume Ferrer, МФА: [ˈʒawmə fəˈre], біля 1346 р.) — каталонський (майорканський) мореплавець і дослідник. 10 серпня 1346 року він відплив з острова Майорка, щоб знайти легендарну «Золоту річку», але результат його пошуків та його доля невідомі. Зображення його корабля присутнє на Каталанському атласі 1375 року. Пам'ятник Ферреру встановлено у його рідному місті Пальма на Майорці.

## Подорож
Про Жауме Феррера відомо дуже мало, за винятком того, що він був капітаном з Майорки, який вирушив в 1346 році в плавання на галері вздовж узбережжя Західної Африки, намагаючись досягти легендарної «Золотої річки». Результати цієї експедиції, включаючи те, чи вижив Феррер у подорожі, невідомі. Деякі останні дослідження пов'язують Жауме Феррера з «Джакоміно Феррара ді Каса Мавері», генуезьким іммігрантом другого покоління на Майорці.

Практично єдиною інформацією про його плавання є зображення та примітка, наведені в Каталанському атласі 1375 р.. що приписується авторству майорканського картографа Авраама Крескеса. У лівому нижньому куті цієї карти, є яскраво розфарбована галера з Арагонським прапором і запис з зазначенням того, що «Jacme Ferrer» вирушив на uxer 10 серпня 1346 року шукати «Riu de l'Or» (Золоту річку). Uxer — це торгівельний корабель з однією щоглою, прямим прямокутним вітрилом та веслами, що має закруглену корму та низький ніс і зазвичай використовується для перевезення коней.

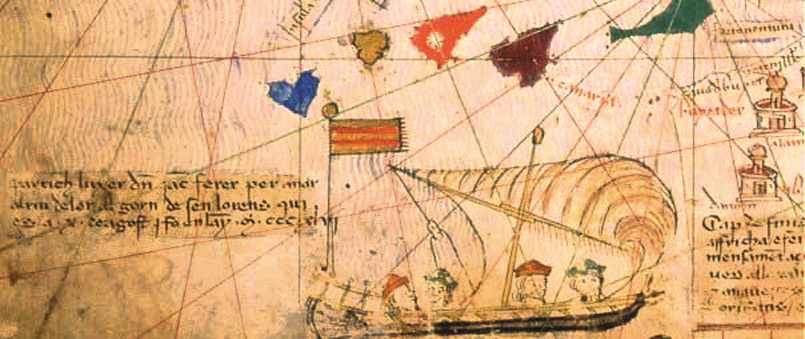
Деталь Каталанського атласу 1375 року із зображенням корабля Жауме Феррера

Географічне положення корабля на карті (нижче Канарських островів) свідчить про те, що Феррер, мабуть, проплив повз мис Бохадор, що на той час був крайньою межею (non plus ultra) європейської навігації, за який не наважувались запливати європейські мореплавці. Якщо Феррер вижив і повернувся, то його подвиг майже на ціле століття передував знаменитому успішному проходженню цього мису португальським мореплавцем Жилем Іанішем у 1434 році.
Є ще крихти додаткової інформації, що міститься в записці в секретних архівах Генуезької Республіки (розкриті в 1802 р.) де йдеться про експедицію, зазначаючи, що «Джоанніс Ферне», каталонець, залишив «місто Майорканців» на галеасі 10 липня 1346 р., але про судно більше ніколи не чули, що він відправився на пошуки Riu Auri («Золотої Річки»), бо дізнався, що це було місце збору "aurum de paiola "(можливо, «золотих самородків», проте «пайола» також може трактуватись тільки як «самородок», але і як назва річкового острова, зображеного на карті братів Піццінігані 1367 року) і що по берегах цієї річки всі люди задіяні у зборі золота і що ця річка була достатньо широкою та глибокою для проходження по ній найбільших кораблів.
«Золото річкою» в оповіданнях арабських трансахарських торговців називали річку Сенегал, яка протікала через серце золотодобувної імперії Малі. Генуезькі повідомлення посилаються на неї також під альтернативною назвою Ведамель (Vedamel) — що майже напевно походить від арабської назви, ймовірно, Вад аль-Мал («річка скарбів») або, можливо, через помилку транскрипції, Вад аль-Ніл («річка Ніл» — Сенегал також був здавна відомий на картах як «Західний Ніл»). Ведамель також може бути похідним від назви Budomel, яка використовувалась ранніми португальськими дослідниками в XV столітті для позначення держави народності Волоф з африканського узбережжя на південь від річки Сенегал.

## Увічнення пам'яті

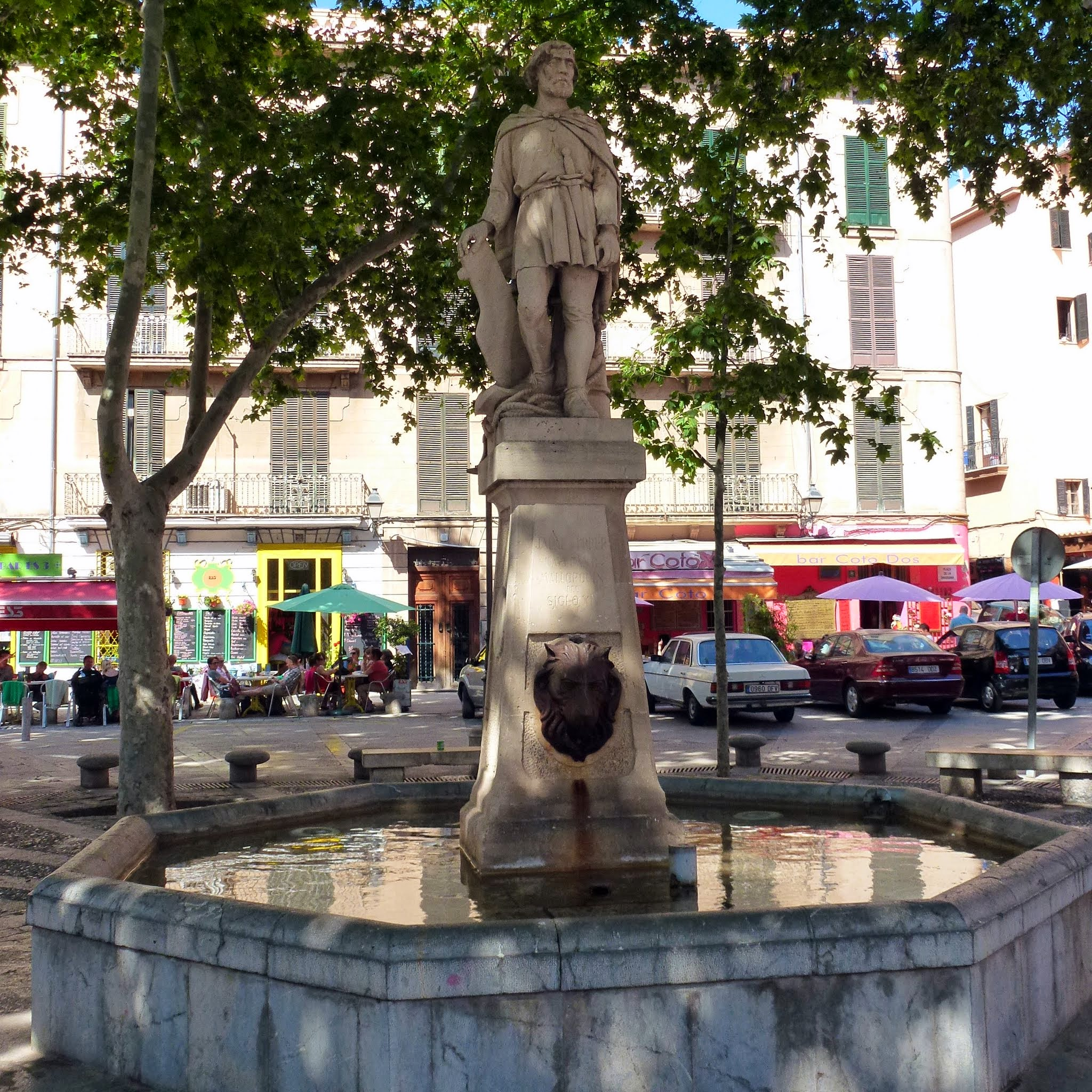
Пам'ятник Жауме Ферреру в Пальмі

Незважаючи на брак достовірної інформації, ім'ям Жауме Феррера в його рідному місті Пальма на Майорці названо вулицю, йому також встановлено пам'ятник на площі Plaça de les Drassanes та барельєф у міській ратуші. Пам'ятник роботи Жасінта Матеу було встановлено близько 1843 року, але в 1914 році замінено копією з деякими модифікаціями. Оригінал знаходиться у старій будівлі Морської ради у Пальмі. Корабель Феррера з Каталанського атласу відтворено на монументальному сонячному годиннику на морській набережній міста.